# Microberlinia bisulcata
Microberlinia bisulcata е вид растение от семейство Бобови (Fabaceae). Видът е критично застрашен от изчезване.

## Разпространение
Разпространен е в Камерун.